# Équipe de Birmanie des moins de 17 ans de football
Maillots
L'équipe de Birmanie des moins de 17 ans est une sélection de joueurs de moins de 17 ans au début des deux années de compétition placée sous la responsabilité de la Fédération de Birmanie de football.

## Parcours en Coupe d'Asie des nations de football des moins de 16 ans
- 1985 : Non inscrite
- 1986 : 1er tour
- 1988 : Non inscrite
- 1990 : Non inscrite
- 1992 : Non inscrite
- 1994 : Non inscrite
- 1996 : Non inscrite
- 1998 : Non qualifiée
- 2000 : 1er tour
- 2002 : 1er tour
- 2004 : Non qualifiée
- 2006 : 1er tour
- 2008 : Forfait
- 2010 : Non qualifié
- 2012 : Non qualifié
- 2014 : Non qualifié
- 2016 : Non qualifié
- 2018 : Non qualifié
- 2023 : À venir

## Parcours en Coupe du monde des moins de 17 ans
Jamais qualifiée

## Palmarès
- Championnat de l'ASEAN des moins de 16 ans
  - Vainqueur en 2002 et en 2005